# Nozze infrante
Nozze infrante (The Secret Fury) è un film statunitense del 1950 diretto da Mel Ferrer.